# Strongyliceps
Strongyliceps és un gènere d'aranyes araneomorfes de la subfamília dels erigonins, dins de la família Linyphiidae. Es poden trobar a Kenya i Uganda.
Fou descrit per primera vegada per L. Fage i Eugène Louis Simon l'any 1936.

## Llista d'espècies
Segons The World Spider Catalog 12.0:
- Strongyliceps alluaudi Fage, 1936 (Espècie tipus)
- Strongyliceps anderseni Holm, 1962